# Wintger
Wintger (luxemburgisch Wëntgerⓘ; französisch Wincrange) ist eine Gemeinde im Großherzogtum Luxemburg und gehört zum Kanton Clerf. Die flächenmäßig größte Gemeinde Luxemburgs entstand im Jahr 1977 durch Fusion der Gemeinden Asselborn, Bögen, Helzingen und Oberwampach.

## Zusammensetzung der Gemeinde
Die Gemeinde Wintger besteht aus folgenden Ortschaften:
| deutscher Name | luxemburgischer Name          | französischer Name |
| Allerborn      | Allerbuer / Allerburren       | Allerborn          |
| Asselborn      | Aasselbuer / Aasselburren     | Asselborn          |
| Bögen          | Béigen                        | Boevange           |
| Boxhorn        | Boxer                         | Boxhorn            |
| Brachtenbach   | Bruechtebaach / Brotebaach    | Brachtenbach       |
| Crendal        | Kréindel                      | Crendal            |
| Deiffelt       | Deewelt                       | Deiffelt           |
| Derenbach      | Déierbech / Déierbich         | Derenbach          |
| Dönningen      | Diänjen / Diënjen             | Doennange          |
| Fünfbrunnen    | Pafemillen / Fünfbrunnen      | Cinqfontaines      |
| Heisdorf       | Heesdref                      | Hamiville          |
| Helzingen      | Helzen                        | Hachiville         |
| Hinterhasselt  | Hannerhaassel                 | Hinterhasselt      |
| Hoffelt        | Houfelt                       | Hoffelt            |
| Lentzweiler    | Lenzweiler                    | Lentzweiler        |
| Lullingen      | Lëllgen                       | Lullange           |
| Maulusmühle    | Maulesmillen / Maulusmillen   | Maulusmühle        |
| Niederwampach  | Nidderwampech / Nidderwampich | Niederwampach      |
| Oberwampach    | Uewerwampech / Uewerwampich   | Oberwampach        |
| Rümlingen      | Rëmeljen                      | Rumlange           |
| Sassel         | Saassel                       | Sassel             |
| Schimpach      | Schëmpech / Schëmpich         | Schimpach          |
| Stockem        | Stackem                       | Stockem            |
| Trotten        | Tratten                       | Troine             |
| Trotten-Straße | Trätter Strooss               | Troine-Route       |
| Weiler         | Weiler                        | Weiler             |
| Wintger        | Wëntger                       | Wincrange          |

## Geschichte
Im Ortsteil Oberwampach befindet sich das Landschloss Wampach, der Herren von Wampach, dessen Ursprünge ins 13. Jahrhundert zurückreichen. Durch Einheirat gelangte es 1520 an das pfälzisch-luxemburgische Adelsgeschlecht Schliederer von Lachen, die es neu erbauen ließen. Ein Wappenstein von 1580, mit dem entsprechenden Allianzwappen, ist dort erhalten.

## Politik

### Wappen
Blasonierung: „Unter rotem Schildhaupt, darin ein goldenes befesseltes Hifthorn, beseitet von je einer silbernen Lilie, eine schwarze Sockelsäule (Perron) mit aufgesetztem, kreuzbestecktem Globus.“

## Sehenswürdigkeiten
- Romanische Chorturmkirche St. Remaclus im Ortsteil Oberwampach.